# Жан I де Люксембург-Линьи
Жан I де Люксембург-Линьи (фр. Jean I de Luxembourg-Ligny; ок. 1300 — 17 мая 1364) — шателен Лилля, сеньор де Линьи. 
Сын Валерана II де Люксембурга, сеньора де Линьи, и Гийоты Лилльской.
В 1337 унаследовал от матери шателению Лилля. В 1354 стал сеньором де Линьи, де Русси, де Бовуар и де Ла Рош. 

## Семья
1-я жена (1330): Алиса Фландрская (1316/1318 — 1346), дочь Ги Фландрского, сеньора де Ришбура, и Марии д'Энгиен
Дети:
- Мария де Люксембург (ум. 1376/1381), дама де Удан. Муж (1353): Анри V де Водемон (ок. 1327—1365), граф де Водемон.
- Филиппа де Люксембург (ум. до 1359). Муж (1350): Рауль де Реневаль (ум. 1393), сеньор де Реневаль и де Пьерпон, великий хлебодар Франции
- Жан де Люксембург-Линьи (ум. 1360/1361), сеньор де Русси. Каноник в Трире, Льеже и Меце
- Екатерина де Люксембург (ум. 1366). Муж: Даниель ван Хальвейн (ум. 1365)
- Жанна де Люксембург (ум. 1392). Муж 1) (1350): Ги IV де Шатильон, граф де Сен-Поль (ум. 1360); 2) (1384): Ги VIII де Ларошфуко (ум. 1427), сеньор де Мартон и де Бланзак
- Ги де Люксембург-Линьи (ум. 1371), граф де Линьи. Жена (1354): Матильда де Шатильон (1335—1378), графиня де Сен-Поль, дочь Жана I де Шатильон-Сен-Поля и Жанны де Фиенн
- Валеран де Люксембург-Линьи (ум. после 1347)
- Анри де Люксембург-Линьи (ум. до 1366), каноник в Кёльне и Камбре
- Иоганн фон Люксембург-Линьи (ум. 1373), епископ Страсбурга (1365—1369), архиепископ Майнца с 1371
- Филипп де Люксембург-Линьи (ум. после 1347)

2-я жена: Жанна де Бакон (ум. после 1373), дама де Моле